# 会泽院
会泽院，又称会泽楼，位于中国云南省昆明市五华区翠湖北路2号、云南大学东陆校区内，建于1923-1924年，工程师张邦翰设计，为东陆大学的第一批教学楼之一，亦为今云南大学的标志性建筑。现为全国重点文物保护单位。

## 建筑历史
会泽院的原址为明清时期云南贡院的明远楼。1922年，时任云南省省长唐继尧等创办私立东陆大学，以云南贡院旧址为校址，其校舍主楼以唐继尧家乡会泽县命名为“会泽院”。1923年4月20日，私立东陆大学开学仪式暨会泽院奠基仪式举行。会泽院的营建由东陆大学建筑事务所负责，设计者为工程师张邦翰，建设所需砖瓦、木料、石料等均取自昆明当地，水泥则购自法国。1924年竣工。
1930年私立东陆大学改为省立后，于1931年集资4万元修缮会泽院屋顶，永固建筑厂工程师彭禄炳承修。1934年改名为省立云南大学后，又于1935年以铁筋加固会泽院初建时所用横木过梁，1936年3月完工。1935年5月，蒋介石赴昆明指挥围剿红军时曾将其行辕设于会泽院。
1937年抗战爆发后，云南大学于1938年改为国立，同年，国立西南联合大学进驻昆明。在此期间，冯友兰、顾颉刚、费孝通、刘文典等西南联大教授在云南大学兼职，均曾在会泽院工作，数学家熊庆来1937年任云南大学校长后亦曾长期在此办公。抗战期间日军多次轰炸昆明，会泽院于1940年10月13日、1941年5月12日两次被炸弹直接命中，造成建筑体严重损坏。1941年5月30日，云南大学委托建昆营造厂修理会泽院受损的屋顶及楼内地面。
1945年抗战结束后，云南大学决定对会泽楼进行大修。1946年11月，大修一期工程开工，由兄弟营造厂承修。1947年初，大修二期工程开工，永记营造厂承修，并增建三层，因经济形势影响工程持续至1948年，直至1948年5月完工，大修工程前后耗资3亿元滇币。1948年云南七一五学生运动期间，会泽院曾为学生运动中心。7月15日，云南省警备司令何绍周派遣警察、宪兵闯入云南大学、包围会泽院，与示威学生发生激烈冲突，最终于16日控制会泽院全楼。
1949年后，物理学家彭桓武、云南大学校长李广田等曾在会泽楼执教、办公。1963年，会泽院经历整修、加固。1987年12月21日，会泽院被纳入第三批云南省文物保护单位云南贡院的保护范围内。2019年10月7日，会泽院列入第八批全国重点文物保护单位。会泽院现已为云南大学的标志性建筑物，其校徽中央即为会泽院的线描图案。云南大学将会泽院一楼布展后，建成云南大学历史博物馆，2020年12月30日正式开馆。

## 建筑特色
会泽院平面呈“H”形，坐北朝南，占地163方丈（约合1893.15平方米），东西长78米，初建时楼高12.20米，现楼高23.3米。建筑体为砖石结构，增建三层前地上二层，地下一层。正立面为三段式对称布局，正门位于中央，其前方为一平台，其上为一座巨大的门廊，由四根高10米、直径0.9米的圆柱支撑。外墙墙面以红砖砌筑，墙基、墙角、檐口、窗框等处以白色砌石装饰。该建筑南、北、东、西四面各设一门，其内部一层为12间教室，可容纳学生400余人，二层为办公室、会议室、图书馆等。
会泽院建筑整体风格为西式，具有巴洛克风格的特点，而楼梯扶手花纹等部分细节装饰具有中国传统风格。会泽院的建筑风格为此后云南大学校舍建设定下了基调，建于1950年代的理科三馆，此后建设的文渊楼、文津楼，乃至云南大学呈贡校区建筑，均受其影响。

## 图集
- 台阶及正门门廊
- 会泽院西北角
- 正门
- 后门
- 外墙装饰